# Saccopharynx trilobatus
Saccopharynx trilobatus és el nom científic d'una espècie de peix abisal pertanyent al gènere Saccopharynx. És una espècie batipelàgica que habita en la zona centre-aquest de l'oceà Atlàntic, en concret al sud-oest de les Açores. Només s'ha recollit un espècimen.